# Vještina 2
Vještina 2 je album Massima Savića objavljen 13. lipnja 2006. godine.
Album ne slijedi u cijelosti obrazac prethodnog Massimova studijskog albuma Vještina, jer obrade čine samo polovicu njegova programa, a ostalo su nove pjesme (i dvije festivalske: Karta devera sa Splita 2005. i Tu na mojim rukama s Dore 2006.) - korijeni su im slični što je vidljivo već u najavnoj skladbi Da mogu - u originalu Magari. 
Na albumu ponovno surađuje s Arsenom Dedićem u prepjevu Da mogu i skladbi Kažu koju je Dedić napisao sukladno Massimovom osjećaju za skladbu po formi i ugođaju nalik obrascu klasičnog standarda, a obrađen je i Dedićev standard Zagrli me koji je proslavio Zdravko Čolić 1977. godine. 
Suradnja Arsena Dedića i Gorana Bregovića u baladi Loše vino, jednome od Massimovih izbora za prvu Vještinu, logično vodi do dvije velike Bregovićeve balade iz opusa Bijelog dugmeta obrađene na Vještini 2. To su Pristao sam bit ću sve što hoće (LP Doživjeti stotu, 1980.) i Sve će to mila moja prekriti ružmarin, snjegovi i šaš (LP Bitanga i princeza, 1979.). 
Slijede i obrade Mi nismo sami Jure Stublića i Dođi skladbe Marijana Brkića, gitarista Parnog valjka. Massimo na albumu surađuje i s makedonskom kantautoricom Kaliopi Bukle i to obradom Prokleto dobro znam i vokalnom suradnjom u duetu Melankolija.

## Popis pjesama
1. Da mogu (Renato Zero/Arsen Dedić)
2. Pristao sam bit ću sve što hoće (Duško Trifunović)
3. Kažu (Arsen Dedić)
4. Samo za tvoje oči (Massimo/Zoran Cvetković)
5. Dođi (Marijan Brkić)
6. Melankolija (Ines Prajo)
7. Sve će to mila moja prekriti ružmarin, snjegovi i šaš (Goran Bregović)
8. Tu na mojim rukama (Denis Dumančić/Fayo)
9. Prokleto dobro znam (Kaliopi Bukle)
10. Zagrli me (Arsen Dedić)
11. Karta devera (Vinko Didović)
12. Mi nismo sami (Jura Stublić)
13. Pokreni me (Meri Jaman i Anita Valo/Arjana Kunštek)
14. Izdaleka (Ines Prajo/Arjana Kunštek)
15. hidden track: Magari (Renato Zero)

## Vanjske poveznice
- Da mogu - Arsen Dedić; Renato Zero